# پارک ایساهایا
پارک ایساهایا (انگلیسی: Isahaya Park) در ایساهایا، ناگاساکی در استان ناگاساکی، ژاپن قرار دارد. این قلعه بر روی خرابه‌های قلعه ایساهایا (همچنین به نام قلعه تاکاشیرو شناخته می‌شود) در دوره تایشو ساخته شده‌است.